# 王林 (政治家)
王 林（1915年1月 – 2004年4月28日）は、中華人民共和国の政治家。河北省唐山市出身。旧名は王紹陵、別名は老戴。

## 生涯
1934年7月、中国共産党河北省委員会の委員および秘書長に就任。1935年6月、中国共産党北方局の秘書長に就任。1936年4月、中国共産党中央委員会北方局の委員に就任。1936年6月、中国共産党白区工作部の秘書に就任。1937年11月、中国共産党中央組織部機密交通科の科長に就任。1939年9月、中国共産党中央委員会出版発行部の副部長に就任。1941年12月、中央委員会農村工作委員会（中央交通局）の処長に就任。1945年10月、冀東第13分区財経弁事処の主任に就任。1947年6月、冀東第13専区行政督察専員公署の副委員に就任。1948年12月、中国共産党冀東区唐山市委員会の委員、工鉱業管理委員会の主任、開灤鉱務局党委員会の書記に就任。
1950年8月、中央人民政府燃料工業部弁公庁の主任に就任。1954年8月、燃料工業部の副部長に就任。1955年9月、電力工業部の副部長に就任。1958年2月、水利電力部の副部長に就任。1958年7月、中国共産党陕西省委員会書記処の書記に就任。1960年9月、中国共産党中央委員会西北局候補書記および経済委員会の主任に就任。1965年7月、中国共産党中央委員会西北局の書記および経済員会の主任に就任。1966年、西北局三線建設委員会の副主任および国防工業領導小組の組長に就任。文化大革命の期間は迫害を受けた。1973年、第三機械工業部西安紅旗機械廠党委員会の書記および革命委員会の主任に就任。1976年9月、中国共産党陕西省委員会の書記および西安市委員会の第一書記、西安市革命委員会の主任を務めた。
1979年2月、水利電力部の副部長に就任。同年、電力工業部の第一副部長に改任。1980年8月、国務院上海経済区規制弁公室の主任に就任。また長江口および太湖流域総合治理領導組の組長、華東電網領導組の組長、華東鉄路建設協調組の組長を兼任。1987年、中国共産党中央顧問委員会の委員に当選。1997年5月に退職。2004年4月28日に北京で死去、享年90歳であった。